# Palay Matild
Palay Matild, (született Palai Matild Lujza) (Budapest, 1891. április 27. – Budapest, 1966. szeptember 23.) opera-és népszínmű-énekesnő (szoprán).

## Életútja
Apja Palai József kereskedelmi képviselő, anyja Rynkievicz Matild. 1910 és ’15 között volt a Zeneakadémia növendéke. 1916. február havában szerződött a Magyar Királyi Operához. 1917. október elején a király a hadiékítményes ezüstéremmel tüntette ki. 
1925. június 17-én a Nemzeti Színházban mint népszínműénekesnő tett kísérletet a Falu rossza Finum Rózsi szerepében, amiről így emlékezik meg a Nemzeti Ujság 1925. június 18-ai száma: »Bájos megjelenése, nagyszerűen kultivált csengő hangja, sőt ami operaénekesnőnél egészen szokatlan, bensőséges, közvetlen játéka teljessé tették ennek a bemutatkozásnak a sikerét.« Két éven át úgy az Opera, mint a Nemzeti Színház tagja volt. 
Vendégszerepelt Szegeden, Debrecenben, Pécsett, Baján, Nürnbergben stb. 1924-ben a Blaha Lujza Színházban a Sulamith címszerepét nyolcvanszor énekelte mint vendég.
1921. november 1-jén Budapesten, a Józsefvárosban házasságot kötött Jávorka Lajos Sándor vállalkozóval, majd 1932-ben elváltak.

## Főbb szerepei
- Domokosné (Farsangi lakodalom)
- Sulamith (Sába királynője)
- Szilágyi Erzsébet (Hunyadi László)
- Erzse (Háry János)
- Marianne (Rózsalovag)
- Rosalinda (Denevér)